# Antonio Castro Leache
Antonio Castro Leache (Barajas de Melo, Cuenca, 10 de mayo de 1944-18 de marzo de 2022) fue un abogado, sindicalista y político español. Fue diputado en las Cortes Valencianas durante la II, III y IV Legislaturas. 

## Biografía
Nació en la localidad conquense de Barajas de Melo (1944). A finales de los años sesenta se trasladó al municipio valenciano de Alacuás donde trabajó en la empresa del sector naval AESA-Elcano. Se inició como sindicalista militante en la Unión Sindical Obrera (USO), pero en 1978 dejó este sindicato para ingresar en el sindicato socialista UGT. En 1983, Rafael Recuenco Montero le propuso como candidato a secretario general de la UGT de la Comunidad Valenciana para desplazar a Antonio Cebrián Ferrer, partidario de mantener la independencia de la UGT hacia el PSOE.
Políticamente ingresó en el PSPV-PSOE en 1981, del que fue responsable local en Alacuás, miembro de la ejecutiva nacional (1985-1991) y coordinador de las campañas electorales de las elecciones generales españolas de 1986 y 1989. Fue elegido diputado en las elecciones a las Cortes Valencianas (1987, 1991 y 1995). Fue secretario de la Comisión de Coordinación, Organización y Régimen de las Instituciones de la Generalidad Valenciana (1995-1999).
Fue miembro de la Asociación de Vecinos de Alacuás que aglutinaba a las fuerzas de izquierdas durante la Transición. Formó parte del colectivo que firmó la conocida «fulla groga», un manifiesto de apoyo al Partido Comunista de España en las elecciones municipales de 1979, que lideraba Albert Taberner. Además fue fundador de los Moros y Cristianos Perolers y de la filà Ollers. Tras su jubilación se matriculó en el conservatorio de la Unión Musical de Alacuás, donde aprendió a tocar el saxo y se integró en la banda.
Falleció el 18 de marzo de 2022, a los 78 tras varios años de lucha contra la enfermedad.